# Bistum Beihai
Das Bistum Beihai (lat.: Dioecesis Pehaevensis) ist ein römisch-katholisches Bistum mit Sitz in Beihai in der Volksrepublik China.

## Geschichte
Papst Benedikt XV. gründete das Apostolische Vikariat Westkwangtung und Hainan am 1. August 1920 aus Gebietsabtretungen des Apostolischen Vikariats Guangzhou. Am 3. Dezember 1924 nahm es den Namen, Apostolisches Vikariat Pakhoi, an.
Mit der Apostolischen Konstitution Quotidie Nos wurde es am 11. April 1946 zum Bistum erhoben.

## Ordinarien

### Apostolischer Vikar von Westkwangtung und Hainan
- Auguste Gauthier MEP (1. Juni 1921–3. Dezember 1924)

### Apostolische Vikare von Pakhoi
- Auguste Gauthier MEP (3. Dezember 1924–12. Mai 1927)
- Gustave-Joseph Deswazières MEP (15. Februar 1928–November 1928)
- Jean-Baptiste-Marie-Michel-Louis Pénicaud MEP  (16. Dezember 1929–Februar 1940)
- Gustave-Joseph Deswazières MEP (27. November 1940–11. April 1946)

### Bischof von Beihai
- Gustave-Joseph Deswazières MEP (11. April 1946–22. Februar 1959)
- Sedisvakanz (22. Februar 1959 – 22. September 2018)
- Paolo Su Yongda (seit 22. September 2018)